# Chub Tashan
Chub Tashan (persan : چوب تاشان romanisé en Chūb Tāshān) est un village de la province de Kermanshah en Iran. Lors du recensement de 2006, sa population était de 161 habitants pour 38 familles.